# بخش سیکیم جنوبی
بخش سیکیم جنوبی (به انگلیسی: South Sikkim district) یک منطقهٔ مسکونی در هند است که در سیکیم واقع شده‌است. بخش سیکیم جنوبی ۷۵۰ کیلومتر مربع مساحت و ۱۴۶٬۸۵۰ نفر جمعیت دارد.